# Johannes Pieter Kleiweg de Zwaan
Johannes Pieter Kleiweg de Zwaan (Den Haag, 4 juli 1875 - Blaricum, 8 september 1971) was een Nederlands fysisch antropoloog.
Kleiweg de Zwaan was een zoon van Hendrik de Zwaan en Ariana Jacoba Kleiweg. Bij Koninklijk Besluit van 29 oktober 1878 werd toestemming verleend om bij zijn geslachtsnaam die van Kleiweg te voegen. Hij studeerde medicijnen in Leiden, daarna in Amsterdam en vervolgens ook nog enige tijd in Berlijn en Parijs. Na zijn artsexamen in 1903 werkte hij een korte periode als scheepsarts en daarna als assistent van de hoogleraren inwendige geneeskunde Pieter K. Pel en Pieter Ruitinga aan de Universiteit van Amsterdam.

## Wetenschappelijke expedities en studiereizen

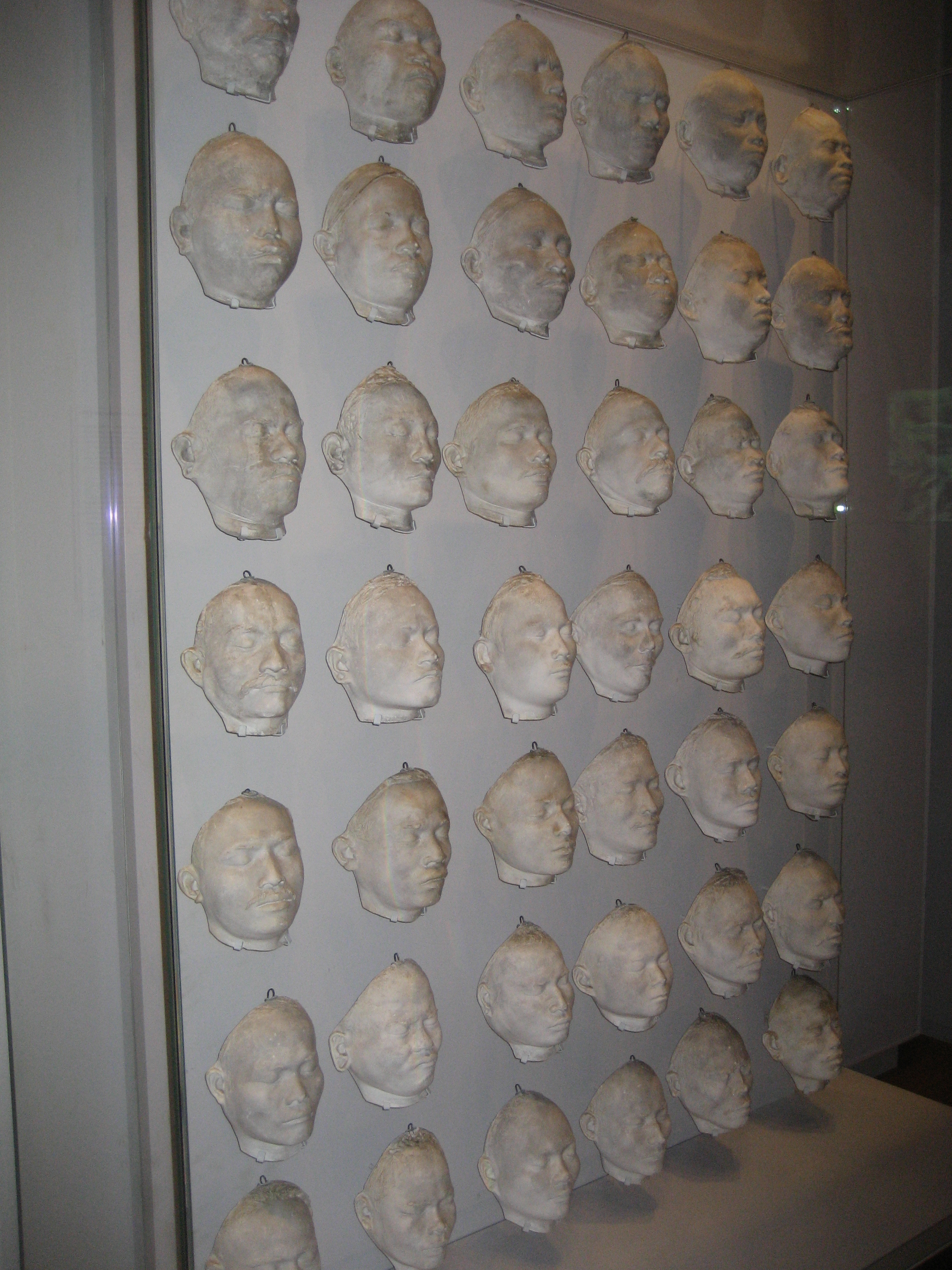
Gipsen afgietsels van de hoofden van mannen van Nias (1910)
(Rijksmuseum Amsterdam)

Het verzoek van de Duitse etnoloog Alfred Maass in 1907 aan Kleiweg de Zwaan om als arts deel te nemen aan een expeditie door Midden-Sumatra werd door hem met beide handen aangegrepen. Hij verrichtte antropologisch onderzoek bij de Minangkabau, waarop hij in 1908 cum laude promoveerde.
Door zijn deelname aan deze expeditie hield Kleiweg de Zwaan een levenslange belangstelling en liefde over voor Nederlands-Indië. Aansluitend op de tocht reisde hij door Java, Bali en Lombok, maar ook door India en Japan alvorens terug te keren naar Nederland, waar hij razendsnel zijn proefschrift schreef.
In 1910 keerde hij terug naar Indië om uitgebreid antropologisch onderzoek te doen op het eiland Nias voor de westkust van Sumatra. De bewoners van Nias stonden bekend om hun krijgshaftigheid - er werden koppen gesneld - en hun unieke cultuur die sterk afweek van die van het eiland Sumatra. Kleiweg de Zwaans uitvoerige studie van de Niassers, die gecompleteerd werd door het maken van vele gipsafgietsels van hun gezichten (nu in de collectie van het Universiteitsmuseum Utrecht) werd al snel beschouwd als een classic van de toenmalige Nederlandse fysische antropologie.
Zijn derde grote studiereis voerde hem in 1938 naar Bali en Lombok, waar hij de lichamelijke verschillen en overeenkomsten onderzocht tussen de verschillende bevolkingsgroepen. Ook werden de mensen nu systematisch gefotografeerd door zijn echtgenote, die hem wetenschappelijk assisteerde,

## Professionele loopbaan
Kleiweg de Zwaan was privaatdocent in de medische cultuurgeschiedenis aan de Universiteit van Amsterdam toen hij in 1915 door een van de bestuursleden van het zojuist opgerichte Koloniaal Instituut te Amsterdam (nu Koninklijk Instituut voor de Tropen) werd verzocht om als antropoloog in dienst te treden teneinde de "Onderafdeeling Physische Anthropologie" vorm te geven en te ontwikkelen. Hij bleef tot 1927 in dienst als betaald staflid, maar als "honorair antropoloog" leidde hij in feite de onderafdeling tot 1948. Vanwege het Koloniaal Instituut werd hij in 1919 aan de
Universiteit van Amsterdam bijzonder hoogleraar in de antropologie en de geneeskunde van de inheemse bevolking van Nederlands-Indië. In 1924 werd hij tevens buitengewoon en in 1932 gewoon hoogleraar in de antropologie en prehistorie, een post die hij tot 1939 bekleedde.
Kleiweg de Zwaan was een gedreven netwerker en hij speelde een centrale rol op het bestuurlijke niveau van zijn vakgebied. Hij was secretaris en later voorzitter van het Koninklijk Nederlands Aardrijkskundig Genootschap, medeoprichter en jarenlange voorzitter van het Nederlandsch Nationaal Bureau voor Anthropologie en een van de oprichters en redacteuren van het tijdschrift Mensch en Maatschappij. In 1927 was hij de drijvende kracht achter een groot internationaal congres in Amsterdam, dat uitging van het Franse Institut International d'Anthropologie, en in 1938 van een internationaal congres, eveneens in Amsterdam, dat belegd was door het Aardrijkskundig Genootschap.
De dreiging van een nieuwe wereldoorlog bracht hem kort voor zijn pensioen in 1939 tot het besluit zijn academische functies neer te leggen. In het Tropeninstituut werd hij in 1949 opgevolgd door de fysisch antropoloog Rudolf Bergman.

## Oeuvre
Gaandeweg zijn lange carrière raakte Kleiweg de Zwaan meer en meer geïnteresseerd in andere disciplines, zoals prehistorie, etnologie, folklore en tribale kunst. Maar de kern van zijn wetenschappelijke oeuvre bleef toch de vergelijkende anatomie van grote bevolkingsgroepen, inzonderheid die van Nederlands-Indië en Nederlands-Nieuw-Guinea. Met de methoden van de antropometrie en vooral de craniometrie trachtte hij, zoals de meeste van zijn vakgenoten in die tijd, raskenmerken, rasvermenging en historische migraties van volken vast te stellen of te reconstrueren. Deze toepassing van de fysische antropologie is niet alleen in onbruik geraakt door latere wetenschappelijke ontwikkelingen - onder andere door de ontdekking van het DNA - maar ook in groot diskrediet gebracht door de politieke ontwikkelingen in Duitsland tijdens het interbellum waar het onderzoek naar 'rassen' ontaardde in een pseudowetenschappelijke rassenleer, die de vermeende inferioriteit van onder andere joden en zigeuners moest vaststellen, met alle gevolgen van dien.
Het antropologische oeuvre van Kleiweg de Zwaan is tegenwoordig alleen nog van wetenschapshistorisch belang.

## Trivia
Kleiweg de Zwaan was tot in de jaren 50 van de twintigste eeuw een bekendheid in de Nederlandse academische wereld. Dit leverde hem in de populaire eendelige gezinsencyclopedie Encyclopedie voor Iedereen, samengesteld door John Kooy (W. De Haan, Zeist, 1957) het volgende lemma op: Kleiweg de Zwaan, J.P., *1875, Ned. antropoloog.

## Selecte bibliografie
- Bijdrage tot de anthropologie der Menangkabau-Maleiers. Amsterdam (diss. UvA), 1908.
- Anthropologische Untersuchungen über die Niasser. Den Haag, 1914.
- Kraniologische Untersuchungen niassischer Schädel. Den Haag, 1915.
- "De verhouding tot de aangetrouwde familie in den Indischen Archipel, in: Bijdragen tot de Taal-, Land- en Volkenkunde van Nederlandsch-Indië 74, 1918, pp. 519–561.
- Anthropologische bibliographie van den Indischen archipel en van Nederlandsch West-Indië (Mededeelingen Encyclopaedisch Bureau, Afl. XXX). Batavia-Weltevreden, 1923.
- De rassen van den Indischen archipel. Amsterdam: Meulenhoff, 1925.
- Palaeolitische kunst in Europa, 2 dl. Amsterdam: Paris, 1929-1930.
- De dwergvolken (anthropologisch beschouwd). Den Haag: Servire, 1942.
- Anthropologische Untersuchungen auf Bali und Lombok (Med. Afd. Volkenkunde v.h. Koloniaal Instituut, extra series No. 14). Amsterdam, 1942.
- Doelstelling en ontwikkeling der anthropologie. Den Haag: Servire, 1943.
- De oudste mensheid van de Indische archipel. Den Haag: Servire, 1943.
- "Anthropologie en praehistorie", in: G.L. Tichelman en H.J. van Meurs (red.), Indië roept. Amsterdam: Van Holkema en Warendorff, 1947, pp. 21–36
- "The Papuans of Dutch New Guinea, a Physico-Anthropological Survey", in: Antiquity and Survival, No.5, 1956, pp. 321–342.
- De oudste mensheid in Europa en Indonesië (anthropologisch beschouwd). Den Haag: Servire, 1956.

## Over Kleiweg de Zwaan
- Jong, Ad de, "Kleiweg de Zwaan", in: Arnold Wentholt (red.), In kaart gebracht met kapmes en kompas. Met het Koninklijk Aardrijkskundig Genootschap op expeditie tussen 1873 en 1960. Heerlen / Utrecht, 2003, pp. 80 –83.
- Duuren, David van, et al., Physical Anthropology Reconsidered. Human Remains at the Tropenmuseum (Tropenmuseum Bulletin 375). Amsterdam: KIT Publishers, 2007.
- Rooy, Laurens de, Snijburcht. Lodewijk Bolk en de bloei van de Nederlandse anatomie, hoofdstuk 8, p. 208-242. Amsterdam: Amsterdam University Press, 2011 (diss. UvA).

- Biografisch Portaal: 59679755
- Digitale Bibliotheek voor de Nederlandse Letteren: klei024
- Gemeinsame Normdatei: 123363934
- International Standard Name Identifier: 0000 0000 8298 5974
- Library of Congress Control Number: no2003084188
- Nationale Bibliotheek van Tsjechië: xx0149398
- Nederlandse Thesaurus van Auteursnamen: 068554834
- RKD-Nederlands Instituut voor Kunstgeschiedenis: 348238
- Système universitaire de documentation: 112691390
- Trove: 953623
- Virtual International Authority File: 110239302
- WorldCat: E39PBJvRW4w6BrfdXFwm78YVmd